# المحاسبة عن عقود الإيجار في الولايات المتحدة

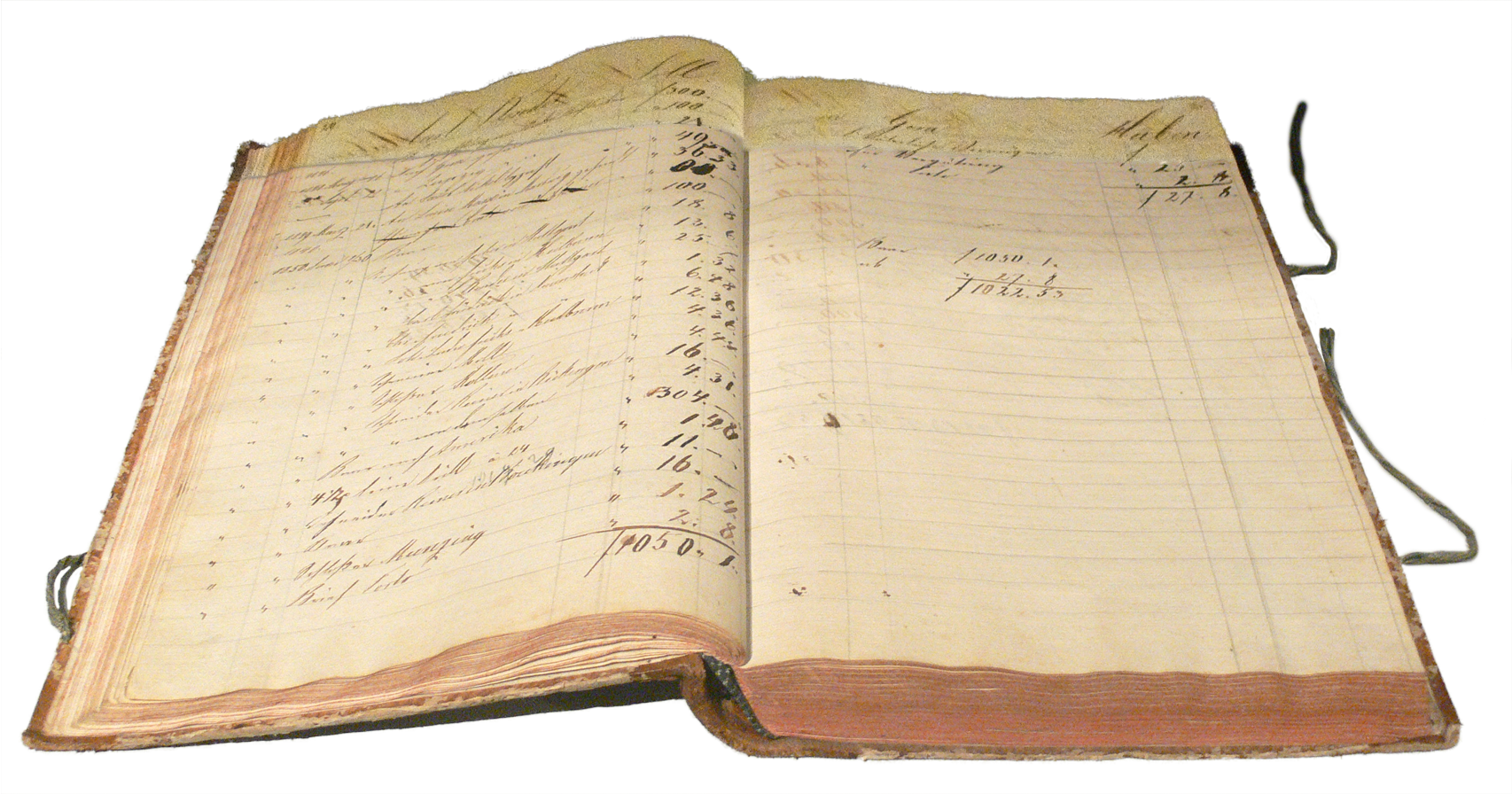

المحاسبة عن عقود الإيجار في الولايات المتحدة ينظم من قبل مجلس معايير المحاسبة المالية رقم 13، والتي تعرف الآن باسم معايير المحاسبة والتدوين "840 (ASC 840)". وتم اعتبار هذه المعايير ابتداء من 1 يناير 1977. في مجلس معايير المحاسبة المالية. وأنجزت في فبراير 2016 ويشار إليه بمعيار "ASC 842".

## المقدمة
وهو عقد الإيجار هو عقد يدعو إلى المستأجر (المستخدم) أن يدفع المؤجر (المالك) استخدام أحد الأصول لفترة محددة من الوقت. مجموعة الإيجار هو عقد الإيجار في الأصل الممتلكات المادية. كما أن هناك العديد من الطرق لعرض مدى هذه العقود تؤثر على ميزانيات كل من المستأجر والمؤجر، وتجار خلق معيار بالنسبة لنا للمحاسبين والشركات.

## المحاسبة عن عقود الإيجار تحت FAS 13/ASC 840
فإن المحاسبة مهنة تسلم عقود الإيجار إما الإيجار التشغيلي أو رأس المال عقد الإيجار (التأجير التمويلي). عقد إيجار تشغيلي السجلات لا الأصول أو الخصوم على البيانات المالية، فإن المبلغ المدفوع هو كمصروفات عند تكبدها. من ناحية أخرى، تأجير رأس المال يتم تسجيل كل الأصول والخصوم على البيانات المالية عموما في القيمة الحالية من مدفوعات الإيجار (ولكن أبدا أكبر من الأصول القيمة السوقية العادلة). للتمييز بين اثنين، مجلس معايير المحاسبة المالية (معايير المحاسبة المالية) توفير معايير عندما عقد الإيجار يجب أن تكون مكتوبة، وإذا أي واحد من معايير الرسملة، الإيجار يعامل رأس المال الإيجار المسجلة في البيانات المالية. المعيار الأساسي للإيجار المحاسبة بيان معايير المحاسبة المالية رقم 13 (FAS 13) ، وقد تم تعديله عدة مرات، كما هو معروف الموضوع 840 في مجلس معايير المحاسبة المالية الجديدة المعايير المحاسبية التدوين.
المعايير الأساسية رسملة الإيجار من قبل المستأجر كما يلي:
- المؤجر نقل الملكية من الأصل إلى المستأجر في نهاية مدة الإيجار.
- صفقة شراء الخيار نظرا إلى المستأجر. هذا هو الخيار الذي يسمح للمستأجر عند انتهاء عقد الإيجار، إلى شراء الأصل بسعر أقل بكثير من المتوقع القيمة السوقية العادلة للأصل.
- حياة الإيجار يساوي أو أكبر من 75% من الاقتصادي الحياة من الأصل.
- القيمة الحالية للحد الأدنى من دفعات الإيجار (MLP) يساوي أو أكبر من 90% من القيمة السوقية العادلة للعقار المؤجر. فهم وتطبيق هذا المعيار، عليك تعريف نفسك مع ما هو مدرج في الحد الأدنى من دفعات الإيجار وكيف الحاضر يتم احتساب القيمة. الحد الأدنى من دفعات الإيجار تشمل الحد الأدنى من مدفوعات الإيجار ناقص أي تنفيذي التكلفة، المضمونة القيمة المتبقية، شراء صفقة خيار، أي عقوبة لعدم تجديد أو تمديد عقد الإيجار. المبلغ المحسوب ثم المخصومة باستخدام المستأجر تدريجي في معدل الاقتراض. ومع ذلك، إذا كان المستأجر يعرف ضمنا معدل استخدامها من قبل المؤجر بسعر أقل من المستأجر معدل المستأجر يجب استخدام المؤجر معدل خصم الحد الأدنى من مدفوعات الإيجار.

وتسمى هذه 7(أ)-7(د) اختبارات اسمه فقرات FAS 13 التي يتم العثور عليها.
إذا كان أي من أعلاه، عقد الإيجار يعتبر رأس المال أو التمويل التأجير ويجب الكشف على المستأجر العمومية. على العكس من ذلك، إذا كان أي من هذه المعايير، فإن العقد هو عقد إيجار تشغيلي، والمستأجر سوف يكون الحاشية في ميزانيتها العمومية لهذا الغرض. كلا الطرفين (المؤجر والمستأجر) يجب مراجعة هذه المعايير في البداية وتحديد بشكل مستقل التصنيف كما أنه من الممكن تصنيفها بشكل مختلف (وهو أمر شائع جدا في الواقع واحدة الإيجار يعتبر رأس المال الإيجار من قبل المؤجرين والإيجار التشغيلي قبل المستأجرين).
إذا كانت مدة عقد الإيجار لا تتجاوز 12 شهرا، الإيجار يمكن اعتبار أي من المعايير المذكورة أعلاه. هذه العقود هي «الإيجارات» لا تحتاج إلى أن يتم الكشف عنها في المستأجر الحواشي.
أكثر في عمق التفسير، أنظر كتاب المحاسبة المتوسطة المحاسبة ، 11th ed, Kieso, فؤاد وارفيلد.

### المستأجر المحاسبة
بموجب عقد إيجار تشغيلي، المستأجر سجلات حساب إيجار (الخصم) على مدى فترة التأجير، والائتمان إما نقدا أو الإيجار. إذا كان الإيجار التشغيلي المقرر التغييرات في الإيجار، عادة الإيجار يجب أن تكون صرفت على أساس القسط الثابت على مدى الحياة المؤجل مع المسؤولية أو الأصول تقريرا عن الميزانية العمومية عن الفرق بين المصروفات والنفقات النقدية.
تحت تأجير رأس المال، فإن المستأجر لا سجل الإيجار كمصروف. بدلا من الإيجار يتم تصنيف الفائدة والالتزام المدفوعات، كما أن الرهن العقاري (مع حساب الفائدة كل فترة الإيجار المستحقة على التزام التوازن). وفي نفس الوقت تنخفض قيمة الموجودات. إذا كان عقد الإيجار قد نقل الملكية أو شراء صفقة خيار، للاستهلاك الحياة هي الأصل في الحياة الاقتصادية؛ خلاف ذلك، للاستهلاك الحياة مدة الإيجار. على مدى عمر الإيجار الفائدة والاستهلاك مجتمعة سوف يكون مساويا مدفوعات الإيجار.
لكل من الرأسمالية والتشغيلية عقود منفصلة حاشية البيانات المالية يكشف المستقبل الإيجار الحد الأدنى من الالتزامات، في السنة للسنوات الخمس المقبلة، ثم كل السنوات المتبقية.
- تحسينات المباني المستأجرة: التحسينات التي أدخلت من قبل المستأجر. هذه هي دائمة إلى الملكية، والرجوع إلى المؤجر عند انتهاء الإيجار. قيمة تحسينات المباني المستأجرة يجب أن تكون مكتوبة وتستهلك على مدى أقل من الإيجار الحياة أو تحسينات المباني المستأجرة الحياة. إن حياة المستأجرة تحسين يمتد في الماضي الأولية مدة عقد الإيجار إلى خيار الفترة عادة أن الخيار يجب أن تكون الفترة تعتبر جزءا من الحياة الإيجار.[4] إذا كان المؤجر يعطي المستأجر بدل نقدي عن التحسينات، هذا هو تعامل تخفيض الإيجار، ويتم إطفاؤها على مدى فترة التأجير.
- الإيجار المكافأة: السداد في المستقبل النفقات. تصنف الأصول; المطفأة باستخدام طريقة القسط الثابت على مدى عمر الإيجار.
- للإيجار كيكر، أو نسبة الإيجار: مشتركة في متجر بيع بالتجزئة التأجير. هذا هو قسط دفع الإيجار أن المؤجر يتطلب وهو تعامل فترة حساب. على سبيل المثال، يمكن أن يذكر في العقد أنه إذا كانت المبيعات أكثر من 1,000,000 دولار، أي زيادة على هذا المبلغ سوف يكون 2% أخرجت الإيجار كيكر. هذا ليس كما ذكرت جزء من المستقبل الإيجار الحد الأدنى من الالتزامات الكشف ولا في 7(د) اختبار لتحديد ما إذا كان عقد الإيجار الرأسمالية أو التشغيلية.

### المؤجر
بموجب عقد إيجار تشغيلي، سجلات المؤجر الإيجار الإيرادات (الائتمان) والمقابلة الخصم إما نقدا/الإيجار المستحق. الأصل يبقى على المؤجر الكتب باعتبارها مملوكة الأصول والمؤجر سجلات حساب الاستهلاك على مدى الحياة من الأصل. إذا كان الإيجار التغييرات على مدى عمر الإيجار، عادة يتم العرتاف بإيرادات الإيجارات على أساس خط مستقيم (المعروف أيضا باسم الإيجار الاستواء), الفرق بين الدخل النقدي تلقى سجل المؤجلة للموجودات أو املطلوبات (النسخ المستأجر المحاسبة).
تحت رأس مال الإيجار المؤجر الأرصدة المملوكة الأصول والخصوم عقد الإيجار المستحق لحساب القيمة الحالية الإيجارات (الأصول، التي اندلعت بين الحالي وعلى المدى الطويل، هذا الأخير أن القيمة الحالية الإيجارات بسبب أكثر من 12 شهرا في المستقبل). مع كل الدفع نقدا يتم خصم، المستحق الفضل، غير مكتسب (الفائدة) الدخل دائنا. إذا كانت التكلفة أو القيمة الدفرتية للأصل المؤجر يختلف عن قيمتها العادلة في البداية، ثم الفرق يعتبر الربح الإيجار يسمى المبيعات من نوع عقد الإيجار. وهذا ينطبق على نحو أكثر شيوعا عند المصنعة باستخدام التأجير كوسيلة من بيع منتجاتها. غيرها من رأس المال المؤجر في عقود الإيجار، حيث التكلفة والقيمة العادلة هي نفسها، وتسمى التمويل الايجاري. نوع ثالث من رأس المال المؤجر الإيجار، ودعا الاستدانة الإيجار، يستخدم في التعرف عقود حيث الاستحواذ على الأصل المؤجر إلى حد كبير بتمويل من الديون.

## الإيجار المحاسبة المراجعة (ASC 842)
كجزء من الالتزام المشترك «تطوير جودة عالية متوافقة مع المعايير المحاسبية التي يمكن أن تستخدم سواء المحلية أو عبر الحدود التقارير المالية», عن مجلس معايير المحاسبة الدولية (IASB) ومجلس معايير المحاسبة المالية المتفق عليها في عام 2006 إلى الأولويات معالم التقارب الإيجار قواعد المحاسبة. مشروع الهدف «لضمان أن المستثمرين وغيرهم من مستخدمي البيانات المالية المقدمة مفيدة وشفافة معلومات كاملة عن عمليات التأجير في البيانات المالية»، تنعكس المستثمر منظم مخاوف من أن للمعايير المحاسبية الحالية فشلت بوضوح تصوير الموارد والالتزامات من عقود كاملة وشفافة. الهدف من هذه التغييرات هو زيادة الشفافية في النظام والقضاء على الثغرة التي تسمح خارج الميزانية العمومية التمويل عن طريق الإيجار.
بدأ المشروع في عام 2006. التواريخ الهامة ضمن المشروع تشمل؛ 
- إصدار ورقة المناقشة - الإيجارات: الآراء الأولية - في 19 آذار / مارس 2009 مع فترة التعليق العام المفتوح حتى 17 تموز / يوليه 2009
- إصدار مشترك التعرض مشاريع في 17 آب / أغسطس 2010 مع فترة التعليق العام مفتوحة حتى 15 كانون الأول / ديسمبر 2010
- إصدار مشترك ثاني التعرض مشروع في 16 أيار / مايو 2013، مع فترة التعليق العام مفتوح حتى 13 أيلول / سبتمبر 2013
- إصدار التقارير المالية الدولية القياسية 16 (IFRS 16), عقود، في 13 كانون الثاني / يناير 2016
- إصدار ASC 842، معايير المحاسبة تحديث 2016-02 في 25 شباط / فبراير 2016

تاريخ سريان المعيار الجديد التاريخ في الوقت الذي جميع الشركات يجب أن تتبع إيجار جديد المعيار المحاسبي عند إعداد البيانات المالية –السنوات المالية التي تبدأ بعد 15 ديسمبر / كانون الأول 2018. ومع ذلك، فإن الشركات سوف تكون هناك حاجة إلى تكرار للمقارنة سنوات في تقاريرها السنوية. معظم الشركات الأمريكية تشمل عامين من المتماثلة في تقريرها السنوي، لذلك عقود الإيجار في عام 2019، أن يصحح باستخدام معايير جديدة فعالة 2017. القطاع الخاص الذي عقد الشركات قد يؤدي إلى تأخير الامتثال حتى نهاية السنة المالية 2020.

### التغييرات المقترحة
الآراء الأولية وأول مشروع التعرض دعا إلى القضاء على فاس 13 اختبار والتي تصنف عقود الإيجار كعقود إيجار تشغيلية أو عقود رأس المال وعلاج جميع عقود الإيجار كما أن رأس المال الحالي عقود. جميع عقود الإيجار سيكون تمثل الموجودات والمطلوبات في الميزانية العمومية على جانب الأصول «حق استخدام الأصول» وفي جانب الخصوم كما الإيجار الخصوم، على بيان الدخل والاستهلاك حساب مصلحة سيتم الاعتراف بها بدلا من الإيجار حساب. ومن آثار ذلك أن النفقات «الجبهة تحميل» لأن حساب الفائدة أعلى في الجزء الأول من مدة الإيجار في حين أن المسؤولية أعلى. بعد احتجاجات كبيرة من كل من البيانات المالية معدي ومستخدمي الثانية تعرض مشروع إعادة نوعين من الإيجار المحاسبة مع «نوع» عقود تعامل أساسا نفس FAS 13 عقود رأس المال ونوع «ب» عقود الحفاظ على واحدة الإيجار حساب خط مستقيم على مدى عمر الإيجار الذي يميز FAS 13 الإيجارات التشغيلية، ولكن مع الأصول والخصوم في الميزانية العمومية. فإن المسؤولية ستكون القيمة الحالية المتبقية الإيجارات؛ الأصول سيكون نفس المسؤولية بسيطة عقود، ولكن بعد تعديل المقرر التغييرات في الإيجارات (التي تحت FAS 13 يؤدي المؤجلة إيجار المسؤولية أو الأصول) والإطفاء الأولية المباشرة تكاليف الإيجار الحوافز. فعالة مع التعرض الثاني مشروع المعيار الجديد تم في ضوء المعايير المحاسبية الجديدة التدوين الموضوع رقم 842 (الموضوع رقم عقود كان سابقا 840).
في حين تعرض أول مشروع تصور بما في ذلك الإيجار الحكم «من المرجح» أن تكون مدفوعة (الوحدات الإيجارات خيارات تجديد) بالإضافة إلى الحد الأدنى المطلوب مدفوعات الإيجار اللاحقة قرارات المجالس عكس هذه الخطط، مما يجعل المحاسبية المقترحة على المستأجرين مماثلة لتلك الموجودة عقود رأس المال. المؤجر المحاسبة إلى حد كبير عادت إلى القائمة الموحدة. عقود الإيجار مع مدة أقصاها 12 شهرا أو أقل أن يعامل وفقا الحالي الإيجار التشغيلي القواعد.
بعد التعرض الثانية من مشروع مجلس معايير المحاسبة قرر إلزام جميع عقود الإيجار إلى أن تعامل على أنها عقود الإيجار التمويلي. مجلس معايير المحاسبة المالية قرر الإبقاء على التمييز التقليدي بين رأس المال (التمويل) عقود الإيجار التشغيلية (وعادت إلى أن المصطلحات بدلا من «نوع A/B»).
في النهائي ASC 842 الإفراج، تأجير رأس المال للمحاسبة فقط تغييرات طفيفة، على الرغم من أنها تسمى الآن «عقود الإيجار التمويلي»، بما يتفق مع المعايير الدولية. مفهوم «تنفيذي التكاليف» التي استبعدت من رأس المال تحت FAS 13, تم استبدال «nonlease المكونات» التي هي المدفوعات بسبب كجزء من عقد الإيجار والتي تعكس السلع أو الخدمات منفصلة عن الأصول. الأهم من ذلك، passthrough التكاليف التي يدفعها المؤجر rebilled إلى المستأجر، مثل الضرائب والتأمين ولم يعد مؤهلا سيتم استبعادها من رأس المال (سواء المالية أو عقود الإيجار التشغيلية). وهذا يمكن أن يعني فارق كبير في الميزانية العمومية أثر بين العقارات إجمالي الإيجار وصافي الإيجار.
الاختبارات التمييز التمويل والتشغيل هي عقود دون تغيير أساسي، على الرغم مكتوبة باستخدام «القائم على المبادئ المصطلحات» متسقة مع المعايير الدولية: فعلى سبيل المثال، عقد الإيجار هو عقد التأجير التمويلي إذا كانت مدة الإيجار تغطي «جزء كبير» من الأصول الحياة الاقتصادية. القياسية في الفقرة 842-10-55-2 أن «نهج معقول» هو استخدام 75% اختبار FAS 13 الفقرة 7(ج) لتحديد "، " وغيرها من الفقرة 7 اختبارات أخرى ASC 842 الاختبارات. واحدة إضافية معيار التأجير التمويلي التصنيف هو أن «الأصل هو هذه الطبيعة المتخصصة أنه من المتوقع أن يكون بديل استخدام إلى المؤجر في نهاية مدة الإيجار.» (ومع ذلك، فإن مثل هذا الإيجار عادة كافية للإيجار لتلبية القيمة الحالية الاختبار على أية حال.)
واحد الإيجار نفقة المسلم على عقد إيجار تشغيلي تمثل مجموعة من إطفاء الموجودات والمطلوبات. هذا يعتبر حساب التشغيل، كما ASC 840 الإيجار حساب، لذلك عادة ما يكون هناك أي فرق في الشركة في بيان الدخل أو بيان التدفقات النقدية مقارنة ASC 840.
معظم المؤجر المحاسبة لا تتغير بشكل كبير بين ASC 840 و ASC 842. التغيير من تنفيذي تكاليف nonlease المكونات التي نوقشت أعلاه ينطبق أيضا على المؤجرين. الاستدانة التأجير توقف، على الرغم من الاستدانة عقود الإيجار المبرمة قبل تاريخ نفاذ ASC 842 يمكن أن تستمر في أن تمثل في إطار ASC 840 ما لم يتم تعديلها. الفرق بين مبيعات-نوع التمويل الايجاري قد تغير: في حين أنه في ASC 840 اختبار ما إذا كانت القيمة العادلة للأصل المؤجر من المؤجر أو التكلفة الدفترية (إذا كان هذا الإيجار المبيعات-نوع الإيجار)، في ASC 842 أي المؤجر الإيجار أن يفي للمستأجر التأجير التمويلي الاختبارات (على أساس الإيجارات ومضمونة المخلفات بسبب من المستأجر) مبيعات-نوع الإيجار؛ التمويل المباشر العلاج ينطبق إذا كان عقد الإيجار هو رأس المال فقط لأن الطرف الثالث المتبقية ضمان أسباب القيمة الحالية الاختبار أن تتحقق. الفرق الأساسي في المحاسبة بين المبيعات من نوع التأجير التمويل المباشر الإيجار هو أن الربح على المبيعات-نوع الإيجار المعترف بها في البداية، في حين ربح التمويل المباشر الإيجار يتم التعرف على مدى عمر الإيجار.

### أثر إيجار جديد قواعد المحاسبة
اللجنة الأمريكية للأوراق المالية والبورصات (SEC) في عام 2005 التقديرات إلى أن الشركات حوالي 1.25 تريليون دولار من التزامات عقود التأجير التشغيلي. بحلول عام 2015، تقديرات قد ارتفع إلى 2 تريليون دولار. في حين أن مجلس معايير المحاسبة المالية المحددة أن التأجير التشغيلي الخصوم ينبغي أن يعتبر «غير الديون والالتزامات» بحيث يجب أن لا تؤثر على نسب الديون ومعظم القروض العهود إضافة متساوية الأصول والخصوم سوف يقلل معظم الشركات سريعة نسبة، في حين أن عقود التأجير التشغيلي يخلق الحالية المسؤولية ولكن ليس الأصول الحالية يقلل من النسبة الحالية. الشركات المتوقع أن تكون الأكثر تضررا تشمل سلاسل البيع بالتجزئة وشركات الطيران.

## قضايا أخرى
عادةً عندما يعقد الإيجار هو في حيز الأمن الإيداع المطلوب. هناك نوعين من الودائع الأمنية:
- غير قابلة للاسترداد الأمن للودائع: المؤجلة من قبل المؤجر غير المكتسبة الإيرادات؛ واستثمارها من قبل المستأجر كما المدفوعة مسبقا حساب الإيجار إلى المؤجر يعتبر إيداع حصل.
- استرداد الودائع الأمنية: اعتبار القبض من قبل المستأجر. تعامل باعتبارها التزامات قبل المؤجر حتى رده الوديعة إلى المستأجر.

### طريقة الحساب
كيفية حساب معدل الإيجار:
[دفع الإيجار الشهري] x [مصطلح (أشهر)] = [مجموع المبلغ من جيبه]
[مجموع المبلغ من جيبه] - [الممولة المبلغ] = [مجموع المصاريف المالية]
[مجموع المصاريف المالية] / [المدة (سنوات)] = [رسوم التمويل في السنة]
[الرسوم المالية سنويا] / [الممولة المبلغ] = معدل الإيجار السنوي